# Norður-Lambatungur
Norður-Lambatungur är ett berg i republiken Island. Det ligger i regionen Austurland, 300 km öster om huvudstaden Reykjavík. Toppen på Norður-Lambatungur är 781 meter över havet.
Trakten runt Norður-Lambatungur är nära nog obefolkad, med mindre än två invånare per kvadratkilometer. Det finns inga samhällen i närheten. Trakten runt Norður-Lambatungur består i huvudsak av gräsmarker.